# Hugo Weaving
Hugo Weaving   (Ibadan, 4 d'abril de 1960) és un actor anglo-australià de cinema i teatre. És conegut principalment pels seu paper d'Agent Smith a Matrix i les seves seqüeles així com d'Élrond a El Senyor dels Anells i de V a V de Vendetta.
Va començar la seva carrera durant els anys 90 en pel·lícules com Proof o Les aventures de Priscilla. També destaquen les seves aparicions a Cloud Atlas, a Captain America: The First Avenger (interpretant Red Skull) i el seu doblatge en diverses pel·lícules d'animació com Babe, el porquet valent o Happy feet: trencant el gel.
Durant la seva carrera ha guanyat diversos Premis Satellite, MTV Movie Awards i sis premis del Australian Film Institute.